# Warmińsko-Mazurski Związek Piłki Nożnej
Warmińsko-Mazurski Związek Piłki Nożnej – organ terenowy Polskiego Związku Piłki Nożnej z siedzibą w Olsztynie; jeden z 16 Wojewódzkich Związków Piłki Nożnej w Polsce zarządzający rozgrywkami piłkarskimi w woj. warmińsko-mazurskim.

## Historia
Okręgowy Związek Piłki Nożnej w Olsztynie został założony 28 grudnia 1945 roku. 3 kwietnia następnego roku zmienił nazwę na Mazurski Okręgowy Związek Piłki Nożnej. 18 marca 1951 likwidując MOZPN, powołano sekcję piłki nożnej przy Wojewódzkim Komitecie Kultury Fizycznej. 10 stycznia 1957 roku reaktywowano Olsztyński Okręgowy Związek Piłki Nożnej. 20 maja 2000 roku staje się on Warmińsko-Mazurskim Związkiem Piłki Nożnej.

## Mistrzostwa okręgu

### Mistrzostwa Okręgu Mazurskiego (1945)
| Sezon | Najwyższa liga (ilość dr.) | Mistrz woj.                        | Mistrz Okr. Maz.                   | Wicemistrz okr. | 3. miejsce w okr.   |
| ----- | -------------------------- | ---------------------------------- | ---------------------------------- | --------------- | ------------------- |
| 1945  | eliminacje do klasy A (8)  | Oficerska Szkoła Artylerii Olsztyn | Oficerska Szkoła Artylerii Olsztyn | Społem Olsztyn  | Kolejowy KS Olsztyn |

### Mistrzostwa woj. olsztyńskiego (1946-1999/2000)
| Sezon     | Najwyższa liga (ilość dr.)           | Mistrz woj.                  | Mistrz okr.                | Wicemistrz okr.            | 3. miejsce w okr.          |
| --------- | ------------------------------------ | ---------------------------- | -------------------------- | -------------------------- | -------------------------- |
| 1946      | klasa A (12 - 2x6)                   | Kolejowy KS Olsztyn          | Kolejowy KS Olsztyn        | Społem Olsztyn             | WKS/Grunwald Ostróda       |
| 1947      | klasa A (6)                          | Kolejowy KS Olsztyn          | WKS Sokół/Grunwald Ostróda | Kolejowy KS II Olsztyn     | Pocisk Olsztyn             |
| 1948      | klasa A (6)                          | Gwardia Olsztyn              | Gwardia Olsztyn            | Kolejowy KS Olsztyn        | WKS Sokół/Grunwald Ostróda |
| 1948/1949 | klasa A (6)                          | Kolejowy KS/Kolejarz Olsztyn | Kolejarz Olsztyn           | WKS Sokół/Grunwald Ostróda | Spójnia Olsztyn            |
| 1949/1950 | klasa A (6)                          | Kolejarz Olsztyn             | Kolejarz Olsztyn           | Gwardia Olsztyn            | Kolejarz Ostróda           |
| 1950/1951 | klasa A (6)                          | Kolejarz Olsztyn             | Gwardia Olsztyn            | Gwardia Kętrzyn            | Spójnia Olsztyn            |
| 1952      | Klasa mistrzowska I (24 - 3x8)       | Kolejarz Olsztyn             | GWKS Olsztyn               | Gwardia Olsztyn            | Spójnia Olsztyn            |
| 1953      | klasa A (10)                         | Kolejarz Olsztyn             | Gwardia Kętrzyn            | Kolejarz Ostróda           | Kolejarz Iława             |
| 1954      | klasa A (9)                          | Kolejarz Olsztyn             | Kolejarz Ostróda           | Gwardia Kętrzyn            | Kolejarz Iława             |
| 1955      | klasa A (10)                         | Kolejarz Olsztyn             | Gwardia Olsztyn            | Granica Kętrzyn            | Sparta Olsztyn             |
| 1956      | klasa A (12)                         | Kolejarz Olsztyn             | Granica Kętrzyn            | Ostródzianka Ostróda       | Sparta Olsztyn             |
| 1957      | III liga okręgowa (9)                | Warmia Olsztyn               | Warmia Olsztyn             | Granica Kętrzyn            | OKS Olsztyn                |
| 1958      | III liga okręgowa (8)                | Warmia Olsztyn               | Warmia Olsztyn             | Grunwald Ostróda           | OKS Olsztyn                |
| 1959      | III liga okręgowa (10)               | Warmia Olsztyn               | Warmia Olsztyn             | Zatoka Braniewo            | Granica Kętrzyn            |
| 1960      | III liga okręgowa (10)               | Zatoka Braniewo              | Zatoka Braniewo            | Gwardia Olsztyn            | Warmia Olsztyn             |
| 1960/1961 | III liga okręgowa (10)               | Huragan Morąg                | Huragan Morąg              | Grunwald Ostróda           | Zatoka Braniewo            |
| 1961/1962 | III liga okręgowa (10)               | Granica Kętrzyn              | Granica Kętrzyn            | Grunwald/Gwardia Olsztyn   | Warmia Olsztyn             |
| 1962/1963 | III liga okręgowa (10)               | Warmia Olsztyn               | Warmia Olsztyn             | Zatoka Braniewo            | Vęgoria Węgorzewo          |
| 1963/1964 | III liga okręgowa (10)               | Warmia Olsztyn               | Warmia Olsztyn             | Grunwald Ostróda           | Sokół Ostróda              |
| 1964/1965 | III liga okręgowa (12)               | Warmia Olsztyn               | Gwardia Olsztyn            | Jeziorak Iława             | Warmia II Olsztyn          |
| 1965/1966 | III liga okręgowa (12)               | Warmia Olsztyn               | Warmia Olsztyn             | Gwardia Olsztyn            | Jurand Bemowo Piskie       |
| 1966/1967 | klasa okręgowa (14)                  | Warmia Olsztyn               | Victoria Bartoszyce        | Jeziorak Iława             | Warmia II Olsztyn          |
| 1967/1968 | klasa okręgowa (14)                  | Warmia Olsztyn               | Gwardia Olsztyn            | Jurand Bemowo Piskie       | Podchorążak Szczytno       |
| 1968/1969 | klasa okręgowa (16)                  | Gwardia Olsztyn              | Warmia Olsztyn             | Victoria Bartoszyce        | OKS OZOS Olsztyn           |
| 1969/1970 | klasa okręgowa (16)                  | Warmia Olsztyn               | OKS OZOS Olsztyn           | Victoria Bartoszyce        | Gwardia Olsztyn            |
| 1970/1971 | klasa okręgowa (14)                  | Warmia Olsztyn               | Gwardia Olsztyn            |                            |                            |
| 1971/1972 | klasa okręgowa (14)                  | Gwardia Olsztyn              | OKS OZOS Olsztyn           | Victoria Bartoszyce        | Sokół Ostróda              |
| 1972/1973 | klasa okręgowa (14)                  | Stomil Olsztyn               | Warmia Olsztyn             |                            |                            |
| 1973/1974 | III liga okręgowa (14)               | Stomil Olsztyn               | Śniardwy Orzysz            | Warmia Olsztyn             | Victoria Bartoszyce        |
| 1974/1975 | klasa wojewódzka (14)                | Stomil Olsztyn               | Gwardia Olsztyn            | Śniardwy Orzysz            | Victoria Bartoszyce        |
| 1975/1976 | klasa wojewódzka (20 - 2x10)         | Gwardia Szczytno             | Gwardia Szczytno           | Stomil Olsztyn             | Śniardwy Orzysz            |
| 1976/1977 | klasa A (14)                         | Stomil Olsztyn               | Agrokompleks Kętrzyn       |                            |                            |
| 1977/1978 | klasa A (14)                         | Stomil Olsztyn               | Warfama Dobre Miasto       |                            |                            |
| 1978/1979 | klasa A (14)                         | Stomil Olsztyn               | Warmia Olsztyn             | Agrokompleks Kętrzyn       |                            |
| 1979/1980 | klasa okręgowa (14)                  | Gwardia Szczytno             | Orlęta Reszel              | Gwardia II Szczytno        | Metalowiec Mrągowo         |
| 1980/1981 | klasa okręgowa (12)                  | Gwardia Szczytno             | Gwardia II Szczytno        | Agrokompleks Kętrzyn       | Metalowiec Mrągowo         |
| 1981/1982 | klasa okręgowa (12)                  | Gwardia Szczytno             | Sokół Ostróda              |                            |                            |
| 1982/1983 | klasa okręgowa (12)                  | Gwardia Szczytno             | Huragan Morąg              | Orlęta Reszel              | Jeziorak Iława             |
| 1983/1984 | klasa okręgowa (12)                  | Gwardia Szczytno             | Orlęta Reszel              | Tęcza Biskupiec            | Jeziorak Iława             |
| 1984/1985 | klasa okręgowa (12)                  | Gwardia Szczytno             | Jeziorak Iława             |                            |                            |
| 1985/1986 | klasa okręgowa (12)                  | Gwardia Szczytno             | Tęcza Biskupiec            |                            |                            |
| 1986/1987 | klasa okręgowa (Olsztyn-Elbląg) (14) | Gwardia Szczytno             | Sokół Ostróda              |                            |                            |
| 1987/1988 | klasa okręgowa (Olsztyn-Elbląg) (14) | Gwardia Szczytno             | Jeziorak Iława             |                            |                            |
| 1988/1989 | klasa okręgowa (Olsztyn-Elbląg) (14) | Stomil Olsztyn               | Orlęta Reszel              | Stomil II Olsztyn          | Huragan Morąg              |
| 1989/1990 | klasa makroregionalna (12)           | Stomil Olsztyn               | Orlęta Reszel              | Stomil II Olsztyn          | MKS Korsze                 |
| 1990/1991 | klasa okręgowa (12)                  | Stomil Olsztyn               | Sokół Ostróda              |                            |                            |
| 1991/1992 | klasa okręgowa (12)                  | Stomil Olsztyn               | Warmia Olsztyn             |                            |                            |
| 1992/1993 | klasa okręgowa (12)                  | Stomil Olsztyn               | Olimpia Olsztynek          |                            |                            |
| 1993/1994 | klasa okręgowa (14)                  | Stomil Olsztyn               | Tęcza Biskupiec            |                            |                            |
| 1994/1995 | klasa okręgowa (14)                  | Stomil Olsztyn               | Victoria Bartoszyce        |                            |                            |
| 1995/1996 | klasa okręgowa (14)                  | Stomil Olsztyn               | Victoria Bartoszyce        |                            |                            |
| 1996/1997 | klasa okręgowa (14)                  | Stomil Olsztyn               | Granica Kętrzyn            |                            |                            |
| 1997/1998 | klasa okręgowa (14)                  | Stomil Olsztyn               | Motor Lubawa               |                            |                            |
| 1998/1999 | klasa okręgowa (14)                  | Stomil Olsztyn               | Mrągovia Mrągowo           | Olimpia Olsztynek          | Polonia Lidzbark Warmiński |
| 1999/2000 | klasa okręgowa (16)                  | Stomil Olsztyn               | Sokół Ostróda              | Polonia Lidzbark Warmiński | Łyna Sępopol               |

### Mistrzostwa woj. warmińsko-mazurskiego (od 2000/2001)
| Sezon     | Najwyższa liga (ilość dr.) | Mistrz woj.                  | Mistrz okr.                  | Wicemistrz okr.            | 3. miejsce w okr.          |
| --------- | -------------------------- | ---------------------------- | ---------------------------- | -------------------------- | -------------------------- |
| 2000/2001 | IV liga (18)               | Stomil Olsztyn               | Polonia Lidzbark Warmiński   | Mrągovia Mrągowo           | Stomil II Olsztyn          |
| 2001/2002 | IV liga (18)               | Stomil Olsztyn               | Polonia Olimpia Elbląg       | Granica Kętrzyn            | Czarni Małdyty             |
| 2002/2003 | IV liga (18)               | Stomil Olsztyn               | Drwęca Nowe Miasto Lubawskie | Sokół Ostróda              | Jeziorak Iława             |
| 2003/2004 | IV liga (18)               | Drwęca Nowe Miasto Lubawskie | Warmia i Mazury Olsztyn      | Jeziorak Iława             | Mazur Ełk                  |
| 2004/2005 | IV liga (18)               | Drwęca Nowe Miasto Lubawskie | Jeziorak Iława               | Olimpia Elbląg             | Mrągovia Mrągowo           |
| 2005/2006 | IV liga (18)               | Drwęca Nowe Miasto Lubawskie | Olimpia Elbląg               | DKS Dobre Miasto           | Stomil Olsztyn             |
| 2006/2007 | IV liga (16)               | Olimpia Elbląg               | Stomil Olsztyn               | Jeziorak Iława             | Huragan Morąg              |
| 2007/2008 | IV liga (16)               | OKS 1945 Olsztyn             | Jeziorak Iława               | Huragan Morąg              | Start Działdowo            |
| 2008/2009 | IV liga (18)               | OKS 1945 Olsztyn             | Mazur Ełk                    | Motor Lubawa               | Zatoka Braniewo            |
| 2009/2010 | IV liga (16)               | Jeziorak Iława               | Zatoka Braniewo              | MKS Korsze                 | Płomień Ełk                |
| 2010/2011 | IV liga (16)               | Olimpia Elbląg               | Granica Kętrzyn              | Olimpia 2004 Elbląg        | Płomień Ełk                |
| 2011/2012 | IV liga (16)               | Olimpia Elbląg               | Sokół Ostróda                | Płomień Ełk                | Znicz Biała Piska          |
| 2012/2013 | IV liga (16)               | Stomil Olsztyn               | Barkas Tolkmicko             | Znicz Biała Piska          | Rominta Gołdap             |
| 2013/2014 | IV liga (16)               | Stomil Olsztyn               | Rominta Gołdap               | Olimpia Olsztynek          | GKS Wikielec               |
| 2014/2015 | IV liga (16)               | Stomil Olsztyn               | Granica Kętrzyn              | GKS Wikielec               | Warmiak Łukta              |
| 2015/2016 | IV liga (16)               | Stomil Olsztyn               | Motor Lubawa                 | Stomil II Olsztyn          | Unia Susz                  |
| 2016/2017 | IV liga (16)               | Stomil Olsztyn               | GKS Wikielec                 | Znicz Biała Piska          | Unia Susz                  |
| 2017/2018 | IV liga (16)               | Stomil Olsztyn               | Znicz Biała Piska            | Unia Susz                  | Concordia Elbląg           |
| 2018/2019 | IV liga (16)               | Stomil Olsztyn               | Concordia Elbląg             | Motor Lubawa               | Jeziorak Iława             |
| 2019/2020 | IV liga (16)               | Stomil Olsztyn               | GKS Wikielec                 | Jeziorak Iława             | Stomil II Olsztyn          |
| 2020/2021 | IV liga (18)               | Stomil Olsztyn               | Mamry Giżycko                | Mrągowia Mrągowo           | Polonia Lidzbark Warmiński |
| 2021/2022 | IV liga (16)               | Stomil Olsztyn               | Concordia Elbląg             | Huragan Morąg              | Polonia Lidzbark Warmiński |
| 2022/2023 | IV liga (16)               | Stomil Olsztyn               | GKS Wikielec                 | Polonia Lidzbark Warmiński | Mamry Giżycko              |
| 2023/2024 | IV liga (16)               | Olimpia Elbląg               | Polonia Lidzbark Warmiński   | Znicz Biała Piska          | Mrągowia Mrągowo           |
| 2024/2025 | IV liga (16)               | Olimpia Elbląg               | Znicz Biała Piska            | Start Nidzica              | Tęcza Biskupiec            |

## Drużyny z obecnego W-MZPN w rozgrywkach centralnych i makroregionalnych
Dane po sezonie 2024/2025
| Drużyna                         | I | II | III | IV | Razem |
| ------------------------------- | - | -- | --- | -- | ----- |
| OKS OZOS Olsztyn/Stomil Olsztyn | 8 | 17 | 24  | 1  | 50    |
| Olimpia Elbląg                  |   | 9  | 36  | 5  | 50    |
| Mazur Ełk/MKS Ełk               |   |    | 22  | 8  | 30    |
| Gwardia Szczytno/MKS Szczytno   |   | 2  | 14  | 4  | 20    |
| Kolejarz Ostróda/Sokół Ostróda  |   |    | 9   | 12 | 21    |
| Kolejarz Olsztyn/Warmia Olsztyn |   | 5  | 14  |    | 19    |
| Jeziorak Iława                  |   | 5  | 13  |    | 18    |
| Huragan Morąg                   |   |    | 2   | 13 | 15    |
| Orlęta Reszel                   |   |    | 11  | 2  | 13    |
| Concordia Elbląg                |   |    | 2   | 11 | 13    |
| Start Działdowo                 |   |    |     | 10 | 10    |
| Drwęca Nowe Miasto Lubawskie    |   | 1  | 4   | 4  | 9     |
| Zatoka Braniewo                 |   |    | 7   | 2  | 9     |
| Granica Kętrzyn                 |   |    | 2   | 6  | 8     |
| Śniardwy Orzysz                 |   |    | 7   |    | 7     |
| Mrągovia Mrągowo                |   |    |     | 7  | 7     |
| Motor Lubawa                    |   |    |     | 7  | 7     |
| Znicz Biała Piska               |   |    |     | 7  | 7     |
| Gwardia Olsztyn                 |   |    | 6   |    | 6     |
| MKS Korsze                      |   |    |     | 6  | 6     |
| GKS Wikielec                    |   |    |     | 6  | 6     |
| Warfama Dobre Miasto            |   |    | 1   | 4  | 5     |
| Pomowiec Gronowo Elbląskie      |   |    | 4   |    | 4     |
| Tęcza Biskupiec                 |   |    | 1   | 3  | 4     |
| Czarni Olecko                   |   |    |     | 4  | 4     |
| Mamry Giżycko                   |   |    | 2   | 2  | 4     |
| Victoria Bartoszyce             |   |    | 2   | 1  | 3     |
| Rominta Gołdap                  |   |    | 1   | 2  | 3     |
| Olimpia Olsztynek               |   |    | 1   | 2  | 3     |
| Płomień Ełk                     |   |    |     | 3  | 3     |
| Vęgoria Węgorzewo               |   |    |     | 3  | 3     |
| Stomil II Olsztyn               |   |    |     | 3  | 3     |
| Agrokompleks Kętrzyn            |   |    | 2   |    | 2     |
| Błękitni Orneta                 |   |    | 2   |    | 2     |
| Polonia Lidzbark Warmiński      |   |    | 1   | 1  | 2     |
| Agro Lega Kormoran Bystry       |   |    |     | 2  | 2     |
| Olimpia 2004 Elbląg             |   |    |     | 2  | 2     |
| KS Olsztyn                      |   |    | 1   |    | 1     |
| Jurand Bemowo Piskie            |   |    | 1   |    | 1     |
| Barkas Tolkmicko                |   |    |     | 1  | 1     |
| Nida Ruciane-Nida               |   |    |     | 1  | 1     |

## Puchar na szczeblu województwa

### Puchar OZPN Olsztyn[1][2][3]
W latach 1950–1956 pierwszą rundą były rozgrywki na szczeblu powiatów. Zwycięzcy rozgrywek powiatowych grali następnie w sezonach 1950 i 1952 między sobą, a od sezonu 1953 z zespołami III ligi i klasy A systemem pucharowym. 
Po kilkuletniej przerwie, od sezonu 1961/62, nie rozgrywano już szczebla powiatowego.
- 1950/51 - Kolejarz Olsztyn
- 1951/52 - GWKS Olsztyn
- 1953/54 - Kolejarz Olsztyn
- 1954/55 - Kolejarz Olsztyn
- 1955/56 - Warmia Olsztyn
- 1956/57 - Radar Bemowo Piske
- 1961/62 - Radar Bemowo Piske
- 1962/63 - Sokół Ostróda
- 1963/64 - Huragan Morąg
- 1964/65 - Jurand Bemowo Piske
- 1965/66 - Warmia II Olsztyn
- 1966/67 - Warmia II Olsztyn
- 1967/68 - Warmia Olsztyn
- 1968/69 - Start Działdowo
- 1969/70 - OKS OZOS Olsztyn
- 1970/71 - Gwardia Olsztyn
- 1971/72 - Śniardwy Orzysz
- 1972/73 - Stomil Olsztyn
- 1973/74 - Warframa Dobre Miasto
- 1974/75 - Polonia Lidzbark Warmiński
- 1975/76 - Stomil Olsztyn
- 1976/77 - Warframa Dobre Miasto
- 1977/78 - Gwardia Szczytno
- 1978/79 - Granica Kętrzyn
- 1979/80 - Gwardia Olsztyn
- 1980/81 - Gwardia II Szczytno
- 1981/82 - Stomil Olsztyn
- 1982/83 - Gwardia Szczytno
- 1983/84 - Gwardia Szczytno
- 1984/85 - Gwardia Szczytno
- 1985/86 - Jeziorak Iława
- 1986/87 - Jeziorak Iława
- 1987/88 - Stomil Olsztyn
- 1988/89 - Stomil Olsztyn
- 1989/90 - Gwardia Szczytno
- 1990/91 - Jeziorak Iława
- 1991/92 - Jeziorak Iława
- 1992/93 - Orlęta Reszel
- 1993/94 - Jeziorak Iława
- 1994/95 - Orlęta Reszel
- 1995/96 - Warmia Olsztyn
- 1996/97 - Stomil II Olsztyn
- 1997/98 - Mrągowia Mrągowo
- 1998/99 - Granica Kętrzyn
- 1999/00 - Polonia Lidzbark Warmiński

W tabeli poniżej zaprezentowano strukturę rozgrywek pucharu OZPN Olsztyn w wybranych sezonach (liczbę rund oraz zespołów grających w każdej z rund). 
| Sezon   | Ir  | IIr | IIIr | IVr | Vr | VIr | 1/4F | 1/2F | F | Razem |
| ------- | --- | --- | ---- | --- | -- | --- | ---- | ---- | - | ----- |
| 1970/71 | 64  | 32  | 16   | -   | -  | -   | 8    | 4    | 2 | 64    |
| 1971/72 | 54  | 32  | 16   | -   | -  | -   | 8    | 4    | 2 | 59    |
| 1977/78 | 54  | 42  | 34   | 17  | 9  | -   | 8    | 4    | 2 | 85    |
| 1978/79 | 68  | 36  | 36   | 32  | 16 | 8   | 8    | 4    | 2 | 106   |
| 1979/80 | 52  | 58  | 32   | 16  | 8  | -   | 8    | 4    | 2 | 91    |
| 1982/83 | 80  | 64  | 32   | 14  | 16 | 12  | 8    | 4    | 2 | 117   |
| 1983/84 | 100 | 40  | 36   | 24  | 14 | -   | 8    | 4    | 2 | 115   |
| 1984/85 | 76  | 62  | 20   | 22  | 16 | 8   | 8    | 4    | 2 | 121   |
| 1985/86 | 90  | 44  | 22   | 24  | 12 | 6   | 8    | 4    | 2 | 108   |
| 1986/87 | 96  | 48  | 48   | 24  | 24 | 12  | 8    | 4    | 2 | 123   |
| 1987/88 | 48  | 48  | 24   | 24  | 20 | 10  | 8    | 4    | 2 | 95    |
| 1988/89 | 48  | 48  | 24   | 24  | 12 | 16  | 8    | 4    | 2 | 94    |
| 1997/98 | 72  | 36  | 32   | 16  | 16 | -   | 8    | 4    | 2 | 94    |
| 1998/99 | 48  | 24  | 36   | 32  | 16 | 14  | 8    | 4    | 2 | 93    |

Zdobywca pucharu OZPN Olsztyn uzyskiwał awans w następnym sezonie do Pucharu Polski.

### Puchar W-MZPN[4][5]
- 2000/01 - Polonia Elbląg
- 2001/02 - Polonia Elbląg
- 2002/03 - Polonia Olimpia Elbląg
- 2003/04 - Drwęca Nowe Miasto Lubawskie
- 2004/05 - Drwęca Nowe Miasto Lubawskie
- 2005/06 - Jeziorak Iława
- 2006/07 - Olimpia Elbląg
- 2007/08 - OKS 1945 Olsztyn
- 2008/09 - Olimpia Elbląg
- 2009/10 - MKS Korsze
- 2010/11 - Huragan Morąg
- 2011/12 - Sokół Ostróda
- 2012/13 - GKS Wikielec
- 2013/14 - Sokół Ostróda
- 2014/15 - Olimpia Olsztynek
- 2015/16 - Rominta Gołdap
- 2016/17 - Sokół Ostróda
- 2017/18 - Huragan Morąg
- 2018/19 - Concordia Elbląg
- 2019/20 - Sokół Ostróda
- 2020/21 - Concordia Elbląg
- 2021/22 - GKS Wikielec
- 2022/23 - Concordia Elbląg
- 2023/24 - Concordia Elbląg
- 2024/25 - GKS Wikielec

W tabeli poniżej zaprezentowano strukturę rozgrywek pucharu W-MZPN (liczbę rund oraz zespołów grających w każdej z rund). 
| Sezon   | Ir  | IIr | IIIr | IVr | Vr | VIr | VIIr | 1/4F | 1/2F | F | Razem |
| ------- | --- | --- | ---- | --- | -- | --- | ---- | ---- | ---- | - | ----- |
| 2000/01 | 54  | 45  | 23   | 16  | -  | -   | -    | 8    | 4    | 2 | 76    |
| 2001/02 | 56  | 28  | 14   | 46  | 22 | 30  | 16   | 8    | 4    | 2 | 114   |
| 2002/03 | 58  | 46  | 54   | 28  | 30 | 16  | -    | 8    | 4    | 2 | 124   |
| 2003/04 | 88  | 44  | 54   | 44  | 22 | 12  | -    | 8    | 4    | 2 | 140   |
| 2004/05 | 80  | 40  | 52   | 26  | 30 | 16  | -    | 8    | 4    | 2 | 140   |
| 2005/06 | 72  | 36  | 50   | 24  | 31 | 16  | 8    | 8    | 4    | 2 | 123   |
| 2006/07 | 62  | 14  | 18   | 40  | 38 | 20  | 10   | 6    | 4    | 2 | 121   |
| 2007/08 | 62  | 32  | 16   | 38  | 36 | 18  | 9    | 8    | 4    | 2 | 114   |
| 2008/09 | 21  | 9   | 34   | 36  | 18 | 16  | -    | 8    | 4    | 2 | 75    |
| 2009/10 | 40  | 40  | 50   | 30  | 16 | -   | -    | 8    | 4    | 2 | 96    |
| 2010/11 | 22  | 46  | 38   | 28  | 16 | -   | -    | 8    | 4    | 2 | 83    |
| 2011/12 | 52  | 64  | 32   | 16  | -  | -   | -    | 8    | 4    | 2 | 90    |
| 2012/13 | 58  | 64  | 32   | 16  | -  | -   | -    | 8    | 4    | 2 | 93    |
| 2013/14 | 44  | 64  | 32   | 16  | -  | -   | -    | 8    | 4    | 2 | 86    |
| 2014/15 | 42  | 64  | 32   | 16  | -  | -   | -    | 8    | 4    | 2 | 85    |
| 2015/16 | 22  | 64  | 32   | 16  | -  | -   | -    | 8    | 4    | 2 | 75    |
| 2016/17 | 24  | 64  | 32   | 16  | -  | -   | -    | 8    | 4    | 2 | 76    |
| 2017/18 | 6   | 56  | 44   | 22  | 16 | -   | -    | 8    | 4    | 2 | 80    |
| 2018/19 | 20  | 64  | 48   | 24  | 16 | -   | -    | 8    | 4    | 2 | 94    |
| 2019/20 | 18  | 64  | 48   | 24  | 16 | -   | -    | 8    | 4    | 2 | 93    |
| 2020/21 | 70  | 52  | 30   | 14  | 8  | -   | -    | 8    | 4    | 2 | 94    |
| 2021/22 | 62  | 80  | 40   | 10  | 16 | -   | -    | 8    | 4    | 2 | 114   |
| 2022/23 | 108 | 44  | 32   | 16  | -  | -   | -    | 8    | 4    | 2 | 108   |
| 2023/24 | 112 | 56  | 32   | 16  | -  | -   | -    | 8    | 4    | 2 | 112   |
| 2024/25 | 122 | 64  | 32   | 16  | -  | -   | -    | 8    | 4    | 2 | 125   |

Zdobywca pucharu W-MPZN uzyskuje awans w następnym sezonie do Pucharu Polski.